# Gilles Holst

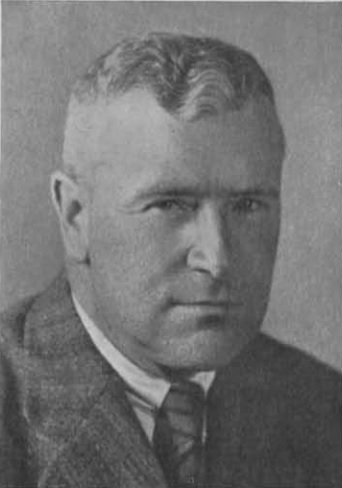
Gilles Holst

Gilles Holst (Haarlem, 20 maart 1886 – Waalre, 11 oktober 1968) was een Nederlandse natuurkundige en de eerste medewerker en directeur van het Philips Natuurkundig Laboratorium (NatLab).

## Biografie
Holst was de zoon van Casper Hendrik Holst (1853-1921), directeur van de scheepswerf Conrad, en Antje Boerlage. Na zijn eindexamen HBS te Haarlem werkte achtereenvolgens hij een half jaar op de scheepswerf Conrad van zijn vader en een half jaar bij Willem Smit. In 1904 ging hij werktuigbouw studeren aan de Eidgenössische Technische Hochschule (ETH) in Zürich, zwaaide na een jaar om naar wis- en natuurkunde en behaalde in 1908 het diploma van 'Geprüfter Fachlehrer' (hetgeen hem niet het recht gaf in Nederland te promoveren). Na een jaar de assistent van Heinrich Friedrich Weber in Zürich te zijn geweest keerde hij terug naar Nederland.
Hij werd in 1910 in Leiden assistent van Heike Kamerlingh Onnes, die er juist in geslaagd was helium vloeibaar te maken. Holst bestudeerde de elektrische weerstand van metalen bij de temperatuur van vloeibaar helium, en observeerde dat veel metalen supergeleiders zijn, dat wil zeggen dat zij beneden een bepaalde temperatuur geen elektrische weerstand hebben. In de zomer van 1914 promoveerde hij bij Pierre Weiss te Zürich op het proefschrift Les propriétés thermiques de l'ammoniaque et du chlorure de méthyle – dus over de thermische eigenschappen van ammoniak (NH3) en methylchloride (CH3Cl).
Vanaf 1914 was Holst werkzaam bij Philips' Gloeilampenfabrieken te Eindhoven, en werd de eerste medewerker en directeur van het NatLab. Holst had een goede neus om te beoordelen of een bepaald gebied van natuurwetenschappelijk onderzoek rijp was voor technische toepassing. Zo stimuleerde hij onderzoek op het gebied van gasontladingen, radiobuizen, röntgenbuizen, fotocellen, en van de emissieverschijnselen die daarin een rol spelen. Holst zag ook de mogelijkheden van radio als communicatiemiddel. Hij was met Bernard Tellegen uitvinder van de pentode in 1926. In het midden van de jaren dertig zette hij een sterke groep aan het werk op het gebied van de elektrische en magnetische eigenschappen van de vaste stof, omdat hij oordeelde dat de nieuwe kwantummechanica de weg had geopend tot voldoende inzicht. 

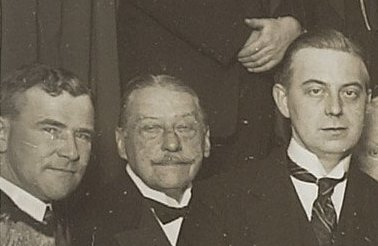
Links Prof. Dr. Gilles Holst (1886-1968), midden Jhr. Mr. P. Teding van Berkhout (1865-1935) en rechts Prof. Dr. Balthasar van der Pol bij het gouden promotiefeest van H.A. Lorentz, Haarlem, 1925.

Gedurende zijn bewind kwam het Philips Natlab tot groei en loodste hij het door twee moeilijke periodes – de crisis in de jaren twintig en de Tweede Wereldoorlog. In 1928 nam prof. Paul Ehrenfest het initiatief om een bijzondere leerstoel aan de Rijksuniversiteit Leiden te creëren voor Holst. Twee jaar daarvoor was Holst benoemd tot lid van de Koninklijke Nederlandse Akademie van Wetenschappen (KNAW). Hij werd in 1946 als NatLab-directeur opgevolgd door de fysicus Hendrik Casimir. Na zijn pensionering was Holst tien jaar commissaris van de NV Philips en curator van de Technische Hogeschool Delft. Hij had een aandeel in de totstandkoming van de Technische Hogeschool te Eindhoven (opening 1957). De KNAW kent sinds 1939 elke vier jaar de Gilles Holstprijs toe aan eminente onderzoekers die werkzaam zijn op het grensvlak van schei- en natuurkunde.